# Ben 10 - Corsa contro il tempo
Ben 10 - Corsa contro il tempo (Ben 10: Race Against Time) è un adattamento dal vivo del cartone animato statunitense Ben 10. Il titolo originale era "Ben 10 e le mani dell'Armageddon". Diretto da Alex Winter, è stato trasmesso il 21 novembre 2007 negli Stati Uniti come film originale di Cartoon Network e in Italia il 26 settembre 2008 per poi essere replicato su Boing il 22 novembre 2009.

## Trama
A Bellwood, una strana figura, Eon,  si teletrasporta nella cittadina, iniziando immediatamente a distruggere tutto. Ben Tennyson, trasformato in Inferno, lo affronta. Dopo una breve battaglia, sembra che Inferno (ritornato Ben) riesca a distruggere il nemico.
Il giorno seguente, Ben Tennyson torna a scuola e trova dei problemi nel riadattarsi alla vita di tutti i giorni. Dopo una brutta giornata, lui e Gwen, guardano delle foto da alcuni album della ragazza. Nello sfondo di una foto con Ben, Gwen ingrandisce una macchia sfocata che si rivela come lo stesso nemico che Ben aveva sconfitto il giorno prima. Nonno Max lo identifica come Eon, un alieno che i Risolutori catturarono almeno due secoli prima. Quando lui arrivò, era quasi morto e aveva portato con sé un dispositivo chiamato "Mano di Armageddon", in grado di aprire un portale dimensionale sul pianeta natale dell'alieno e sguinzagliare la sua razza sulla Terra se fosse stato attivato. Il trio si reca alla camera di contenimento dove Eon avrebbe dovuto essere, solo per trovarla vuota e con il guardiano invecchiato fin quasi alla morte.
Tornando a Bellwood, Max Tennyson porta Ben e Gwen al posto nel quale è custodita la Mano di Armageddon, protetto dai pochi Risolutori rimasti inclusi il preside White e altra gente conosciuta dai due ragazzi. Eon però li ha seguiti ed entra facilmente nel posto, ma non riesce ad attivare il dispositivo. Quando Ben prova ad usare l'Omnitrix questo brilla e rifiuta di attivarsi. Eon prova a rapire Ben, dichiarando che in realtà era lì per liberarlo, ma Ben scappa. Eon riesce ad intrappolare Ben, spiegando che la sua razza ha il potere di controllare il tempo, ma rimasero intrappolati non sapendo usare i loro poteri. Eon dice che il destino di Ben è connesso al suo. Eon viene spaventato da un uomo anziano, un altro Risolutore, e Ben scappa. Nonno Max decide che sarebbe meglio per Ben andarsene da Bellwood, ma Ben rifiuta e i due trovano un accordo: Ben rimarrà, ma sorvegliato ogni giorno da un Risolutore in incognito.
I Risolutori sparsi per la città non perdono d'occhio Ben nemmeno per un attimo. Quando Ben va nella palestra della scuola rimanendo solo, il preside White cerca di calmare le paure di Ben, ma arriva Eon che toglie White dalla sua strada. Questa volta, Ben riesce a diventare Diamante e lo combatte. Ben successivamente decide di attirare Eon in una trappola lasciandosi intenzionalmente scoperto, ma questo gli si rivolta contro quando viene catturato insieme a Gwen e nonno Max.
Alla base dei Risolutori contenente la Mano di Armageddon, Eon dà alcune spiegazioni sull'Omnitrix: la durata di ogni trasformazione di Ben di soli dieci minuti è una protezione per prevenire che il carattere degli alieni possa sopraffare la sua personalità; Eon sa come sbloccare la protezione, il che gli permetterebbe risorgere tramite l'Omnitrix, ed appena esegue lo sblocco, Ben è trasformato in una versione più giovane di Eon. Il più anziano invece si ritira, perché non possono esistere due Eon nello stesso posto. Rinato, Eon attiva la Mano di Armageddon. Gwen e Max riescono a liberarsi e cercano di fermare Ben: mentre Max cerca di bloccare il portale, potenzialmente a costo della sua vita, Gwen si appella al Ben presente dentro Eon, il ragazzo finalmente si riprende e ferma Eon, e con l'aiuto degli altri Risolutori riesce a salvare Max e fermare il portale, rimandando la razza di Eon nella loro dimensione.
Appena sembra tutto finito, il tempo si ferma per tutti tranne che per Ben. L'Eon più anziano riappare, irritato dalla vittoria di Ben: il ragazzo si trasforma in Bestiale e lo combatte, lanciandolo contro la Mano di Armageddon, distruggendoli entrambi. Dopo aver fatto un trucco magico ideato sul momento per il talent show della scuola, calcolando bene quando sarebbe tornato umano e grazie ad un sipario ben piazzato, Ben accetta di essere semplicemente sé stesso.
Verrà poi rivelato, in Ben 10: Ultimate Alien, che queste vicende si sono svolte in una time-line alternativa, per tanto il film non è canonico con la serie originale.

## Produzione
Il film utilizza la computer grafica per creare gli effetti e quattro degli alieni della serie TV: Diamante, Materia Grigia, Inferno e Bestiale. Alla conferenza stampa di presentazione, Winter sentenziò che voleva che il film potesse "assomigliare a X-Men, un'avventura epica che potesse essere "più cinematografica che d'animazione" ed essere visto da gente di tutte le età. In un dietro le quinte andato in onda sul servizio video di Cartoon Network, Winter descrive il film come "tutto quello che si è mai visto in Ben 10 e che finalmente ha preso vita".

## Premi e nomination
Ben 10 - Corsa contro il tempo è stato candidato al premio Visual Effects Society: Miglior effetto visivo in una Miniserie, Film o Speciale (Evan Jacobs, Sean McPherson e Andrew Orloff).

## Critica
Il film ha ricevuto una reazione della critica media, però più negativa che positiva; ha avuto una media di voto di 4.4/10 su IMDb il 30 gennaio 2008. Un commentatore di IMDb ha scritto che, per tutto il tempo in cui guardava il film, doveva costantemente tenere a mente che quello era un TV movie. Un altro commentatore, però, gli ha dato dieci e ha scritto che il film era "...un buon film. E riesce bene".
Ugualmente, su FilmThreat, il commentatore analizza difetti come Ben che si dimentica dei Risolutori ed Eon capace di confrontarsi con l'Omnitrix, ma ha scritto che "Majors assume un gusto particolare come nonno Max, e il formato dal vivo favorisce la serie TV".